# 周翊然
周翊然（2000年11月22日—），本名周浩然，中国大陆男歌手、演员，出生於重庆璧山。曾用名方翔鋭加入原际画旗下团体易安音乐社（第一代）。現以個人身分發展。粉絲名稱為「甜粥」，應援色為一斤染  。

## 演藝經歷

### 易安音樂社時期（2017年～2018年）
2017年3月30日，周翊然以第一代易安音乐社成员方翔銳的身分正式出道。4月9日，随易安音乐社亮相第十七届音乐风云榜，除了担任致奖嘉宾外，並在舞台上表演歌曲《Chitty Bang Bang Bang》。10月28日，参加「爱奇艺FUN盛典」。12月18日，在北京衛视「花椒之夜慈善盛典」上與團員一同获得「年度新晋组合」奖。
2018年1月27日，與组合在安徽衛视的春节联欢晚会上演唱串烧歌曲《路灯下的小姑娘》、《吉米来吧》和《一阵恼人的秋风》。8月4日，與组合举办第二届「易安中学夏日校园文化祭演唱会」。8月17日，参演的根据幽·灵姐妹同名漫画改编的青春励志电影《快把我哥带走》在全国上映，在劇中饰演「万岁」。11月22日，周翊然在18歲生日當天正式退出易安音乐社，並在生日会上公佈个人首支单曲《单恋》。

### 開始個人活動（2018年至今）
2020年1月10日，出演恋爱互动剧《拳拳四重奏》饰演「肖千也」。6月17日，出演古装言情剧《凤归四时歌》饰演侍衛「钟离」。
2021年4月23日，出演青春校園網劇《拜托了班长》饰演明星高中生「叶景希」。6月23日，出演电竞题材都市青春剧《你微笑時很美》饰演「艾佳」。8月17日，出演家庭情感時代劇《喬家的兒女》饰演喬家么子「乔七七」，演技開始受到關注。12月11日，與周迅、黃磊共演現代都市家庭情感劇《小敏家》，飾演「金家駿」，因為細膩的角色詮釋獲得觀眾許多好評。
2023年，出演貓的樹執導的校園劇《當我飛奔向你》飾演高冷學霸「張陸讓」，一個月內微博粉絲增加200多萬，成為當年度6月藝人第一。

## 影視作品

### 電影
| 年份   | 剧名         | 角色 |
| ------ | ------------ | ---- |
| 2018年 | 快把我哥带走 | 萬歲 |

### 電視劇/網絡劇
| 年份   | 剧名               | 角色   | 備註   |
| ------ | ------------------ | ------ | ------ |
| 2020年 | 拳拳四重奏         | 肖千也 | 網絡劇 |
| 2020年 | 鳳歸四時歌         | 鐘離   | 網絡劇 |
| 2020年 | 二十不惑           | 殷賞   |        |
| 2021年 | 拜託了班長         | 葉景希 | 網絡劇 |
| 2021年 | 你微笑時很美       | 艾佳   | 網絡劇 |
| 2021年 | 喬家的兒女         | 喬七七 |        |
| 2021年 | 小敏家             | 金家駿 |        |
| 2021年 | 你是我最甜蜜的心事 | 林燃   | 網絡劇 |
| 2022年 | 二十不惑2          | 殷賞   |        |
| 2022年 | 在你的冬夜裡閃耀   | 慕子希 | 網絡劇 |
| 2023年 | 當我飛奔向你       | 張陸讓 | 網絡劇 |
| 2023年 | 白日夢我           | 沈倦   | 網絡劇 |
| 2023年 | 灼灼風流           | 劉琛   | 網絡劇 |
| 2024年 | 斗罗大陆之燃魂战   | 唐三   |        |
| 2025年 | 煥羽               | 明盛   |        |
| 2025年 | 十二封信           | 唐亦尋 | 網絡劇 |
| 待播   | 我們正青春         | 墨斗   | 網絡劇 |
| 待播   | 江湖夜雨十年燈     | 慕清宴 | 網絡劇 |
| 待播   | 翘楚               | 謝燕來 | 網絡劇 |

## 音樂作品
| 發行年份 | 歌曲         | 備註                       |
| -------- | ------------ | -------------------------- |
| 2018年   | 單戀         | 個人首支單曲               |
| 2020年   | 我們         | 不適用                     |
| 2020年   | 談一場戀愛   |                            |
| 2021年   | 你知道我知道 | 《拜托了班長》葉景希人物曲 |
| 2021年   | 心事         | 《你是我最甜蜜的心事》插曲 |
| 2024年   | 誰是你朋友   | 與白鹿的合作曲             |

## 寫真書
| 年度   | 書名           |
| ------ | -------------- |
| 2018年 | 周翊然 翊·十八 |

## 見面會
- 生日會

| 日期           | 見面會名稱                        | 地點                |
| -------------- | --------------------------------- | ------------------- |
| 2018年11月22日 | 《周翊然‘你好’18歲生日會》        | 北京                |
| 2023年11月22日 | 《光影變幻翊然是你 周翊然見面會》 | 廈門影視拍攝基地D棟 |
| 2024年11月23日 | 《周翊然24幀vol.1見面會》         | 浙江                |

## 獲獎及提名經歷
| 年度   | 頒獎典禮                 | 獎項             | 作品         | 結果 |
| ------ | ------------------------ | ---------------- | ------------ | ---- |
| 2020年 | 橫店第七屆文榮獎頒獎典禮 |                  | 喬家的兒女   | 提名 |
| 2022年 | 時尚先生GENTLEGALA       | 年度新勢力       |              | 獲獎 |
| 2022年 | 微博視界大會             |                  | 小敏家       | 提名 |
| 2023年 | 優酷                     | 年度突破演員     |              | 獲獎 |
| 2023年 | 第三屆新時代國際電視節   | 最佳新人男演員   |              | 獲獎 |
| 2023年 | 2022微博之夜             | 微博年度新銳演員 | 小敏家       | 獲獎 |
| 2023年 | 微博視界大會微光獎       | 青雲年度期待演員 |              | 獲獎 |
| 2024年 | 2023微博之夜             | 年度突破演員     | 當我飛奔向你 | 獲獎 |

## 外部連結
- 周翊然的新浪微博
- 周翊然的Instagram帳戶
- 周翊然的抖音帳戶 （页面存档备份，存于）
- 周翊然在豆瓣上的资料（简体中文）